# Coenosia latimaculata
Coenosia latimaculata este o specie de muște din genul Coenosia, familia Muscidae. A fost descrisă pentru prima dată de Albuquerque în anul 1956. Conform Catalogue of Life specia Coenosia latimaculata nu are subspecii cunoscute.